# 시모구치 와카바
시모구치 와카바(일본어: 下口 稚葉, 1998년 5월 2일~)는 일본의 축구 선수이다.

## 구단 경력
그는 2017년 J2리그의 파지아노 오카야마에 입단했다. 2019년 8월 J3리그의 AC 나가노 파르세이루로 임대 이적했다. 2020년 파지아노 오카야마로 복귀했다. 2021년까지 파지아노 오카야마에서 47경기에 출전하여, 1득점을 넣었다. 2022년 J3리그의 FC 이마바리로 이적했다. 2024년 오미야 아르디자로 이적했다. 2024년 J3리그 우승으로 J2리그로 승격했다.